# ماکی هاندا
ماکی هاندا (ژاپنی: 埴田 真紀؛ زادهٔ ۳۰ سپتامبر ۱۹۷۲) بازیکن فوتبال اهل ژاپن و عضو تیم ملی فوتبال زنان ژاپن است که در تاریخ ۴ دسامبر ۱۹۹۳ میلادی اولین بازی ملی‌اش را انجام داد. او در ۳۰ بازی ملی حضور داشت و آخرین بازی ملی خود را در تاریخ ۱۵ ژوئن ۱۹۹۷ میلادی انجام داد. ماکی هاندا در بازی‌های ملی‌اش
۱ گل به ثمر رساند.